# Leptomischus erianthus
Leptomischus erianthus är en måreväxtart som beskrevs av Hsien Shui Lo. Leptomischus erianthus ingår i släktet Leptomischus och familjen måreväxter. Inga underarter finns listade i Catalogue of Life.